# Final do Túnel
Final do Túnel é o segundo álbum de estúdio da Banda Azul, lançado em 1989 em LP. Apesar da perda do vocalista e fundador Janires, o grupo continuou em atividade. Apesar de o projeto inicial era um disco conceitual sobre família, o projeto inicial não seguiu em frente pela morte do vocalista.
A obra ainda traz "Flores pelo Campo", composição que trouxe a participação de Janires e foi creditada a todos os integrantes do grupo. O restante do repertório trouxe canções do vocalista e tecladista Guilherme Praxedes e do baixista Moisés di Souza. Final do Túnel seguiu a sonoridade musical contida no trabalho anterior, baseando-se no pop rock e o rock dos anos oitenta.

## Lançamento e recepção
| Críticas profissionais | Críticas profissionais |
| Avaliações da crítica  | Avaliações da crítica  |
| Fonte                  | Avaliação              |
| ---------------------- | ---------------------- |
| Super Gospel           | [ 5 ]                  |

Final do Túnel foi lançado em 1989 pela gravadora Bompastor em formato físico e recebeu cobertura da mídia religiosa de forma retrospectiva. Em comemoração aos 30 anos do álbum, o portal Super Gospel, em 2019, classificou o trabalho como o "segundo melhor projeto em carreira", apenas superado pelo antecessor Espelho nos Olhos (1988).
Em 2019, foi eleito o 69º melhor álbum da década de 1980 em lista publicada pelo portal Super Gospel.

## Faixas
Lado A
1. "Flores pelo Campo"
2. "Água da Vida"
3. "Estrela da Manhã"
4. "Perseverar"
5. "Sonhos"

Lado B
1. "Fonte de Luz"
2. "Mundo em Implosão"
3. "Braços Cruzados"
4. "Tardes de Outono"
5. "Final do Túnel"

## Ficha técnica
- Guilherme Praxedes - Teclado e vocal
- Moisés di Souza - Baixo e vocal
- Dudu Guitarra - Guitarra
- Dudu Batera - Bateria